# خودکشی میان جوانان ال‌جی‌بی‌تی
پژوهشگران یافته‌اند که آمار اقدام به خودکشی و افکار خودکشی میان همجنس‌گرایان زن، همجنس‌گرایان مرد، دوجنس‌گراها، ترنس‌ها، و به طور کلی، جامعه ال‌جی‌بی‌تی‌کیو+ ، از افراد سیس‌هت بیش‌تر است. همچنین جوانان ال‌جی‌بی‌تی، بالاترین آمار خودکشی ناموفق را به خود اختصاص می‌دهند. طبق نظر برخی گروه‌ها، این آمار بالای خودکشی میان افراد ال‌جی‌بی‌تی، به‌طور کلی، را می‌توان ناشی از و همجنس‌گراهراسی دانست که شامل بهره‌گیری سیاسی از قوانین حمایتی ال‌جی‌بی‌تی به‌طور مثال به جهت قانونی‌سازی ازدواج همجنس می‌شود. افسردگی و اعتیاد میان افراد ال‌جی‌بی‌تی از زمانی که قوانین ضد همجنس‌گرایان مرد به تصویب رسیده، به شدت افزایش نشان داده است.
پژوهش‌ها در زمینه خودکشی‌های صورت گرفته توسط اقلیت‌های جنسی هنوز در مراحل ابتدایی قرار دارند. نرخ مرگ‌ومیر افراد ال‌جی‌بی‌تی بیش از دیگر گروه‌های اجتماعی است و در جوامعی که همجنس‌گرایی گونه‌ای از بدنامی اجتماعی همراه خود دارد، نرخ خودکشی جوانان ال‌جی‌بی‌تی بسیار فراتر هم هست.
مورد قلدری واقع شدن یکی از مهم‌ترین کارهای خودکشی افراد ال‌جی‌بی‌تی دانسته شده؛ حتی در شرایطی که این گونه حملات تنها مربوط به جنسیت و گرایش جنسی نباشد. پس از یک سری خودکشی‌ها در میان ال‌جی‌بی‌تی، از سال ۲۰۰۰ به این سو، توجه‌ها نسبت به این مسئله و کاراهای مؤثر بر آن جلب شده‌است. پژوهش‌های پروژه «پذیرش خانوادگی» حاکی از آنند که «مورد پذیرش واقع شدن افراد ال‌جی‌بی‌تی از سوی پدر و مادرشان یا حتی بی‌طرف بودن پدران و مادران آن‌ها نسبت به گرایش جنسی فرزندشان» امکان کاهش موارد اقدام به خودکشی را فراهم می‌آورد. همچنین نرخ اقدام به خودکشی و افکار خودکشی در میان جوانانی که گرایش جنسیشان نامشخص است یا کمی گرایش به هم‌جنس خود دارند نیز به‌تقریب، مشابه افراد ال‌جی‌بی‌تی است. این، با یافته‌های پژوهشی در ایالات متحده آمریکا که نشان‌گر «پر خطر بودن تأثیر اختلالات خلقی و اضطراب در زمینه برانگیختن فرد به خودکشی» در میان آنان که برچسب همجنس‌گرای مرد، زن و دوجنس‌گرا می‌گیرند، و نه صرفاً آنان که رفتارهای همجنس‌خواهانه دارند، همبستگی دارد.
باید یادآوری شود که به‌طور مثال در کشور ایالات متحده آمریکا، آمار دقیقی از میزان خودکشی جوانان ال‌جی‌بی‌تی یا آنان که گرایش جنسی‌شان نامشخص است، در دست نیست. بخشی از این مسئله بدین سبب است که در این کشور، گرایش جنسی فرد در گواهی فوت درج نمی‌شود. در پژوهشی به سال ۱۹۸۶ آمده که پژوهش‌های گسترده پیشین در زمینه خودکشی ال‌جی‌بی‌تی «جهت‌گیری جنسی افراد را مد نظر قرار نمی‌دادند.»

## پژوهش‌ها و گزارش‌ها
پروژه «پذیرش از سوی خانواده» که به سرپرستی کِیتلین رایان، مددکار اجتماعی بالینی از دانشگاه ایالتی سان فرانسیسکو به راه افتاده، نخستین پژوهش در زمینه تأثیرات پذیرش یا رد خانوادگی بر سلاماتی و بهداشت روانی جوانان ال‌جی‌بی‌تی، و با بررسی مسائلی نظیر شیوع ایدز و بی‌خانمانی ال‌جی‌بی‌تی را به اجرا درآورد. این پژوهش نشان می‌دهد که «افراد ال‌جی‌بی‌تی که به شدت از سوی خانواده‌هایشان پس زده می‌شوند، در مقایسه با آنان که به‌طور کامل یا در حد قابل قبولی از سوی خانواده‌هایشان مورد پذیرش هستند، تا به سن ۲۰ سلاگی برسند، ۸ برابر بیش‌تر اقدام به خودکشی می‌کنند، ۶ برابر بیش‌تر به افسردگی دچار می‌شوند، ۳ برابر بیش‌تر معتاد می‌شوند و ۳ برابر بیش‌تر در معرض بیماری‌های آمیزشی نظیر ایدز قرار می‌گیرند.»
پژوهش‌های بی‌شماری بر این نکته صحه می‌گذارند که نرخ خودکشی جوانان ال‌جی‌بی‌تی از دگرجنس‌خواهان بسیار بیشتر است. مرکز پیش‌گیری از خودکشی با بررسی این پژوهش‌ها، اعلام کرد که بین ۳۰٪ تا ۴۰٪ افراد ال‌جی‌بی‌تی در گروه‌های جنسی و سنی متفاوت، اقدام به خودکشی می‌کنند. در پژوهشی که توسط دولت ایالات متحده آمریکا زیر نام گزارش کارگروه دبیر کل در رابطه با خودکشی جوانان به سال ۱۹۸۹ منتشر شد، مشخص شد جوانان ال‌جی‌بی‌تی نسبت دیگر جوانان، ۴ برابر بیش‌تر احتمال می‌رود که دست به خودکشی بزنند. این نرخ بالا از افکار خودکشی و دیگر اختلال‌های روانی، به ویژه میان هم‌جنس‌گرایان مرد را به پدیده فشار روانی اقلیت نسبت می‌دهند. «همه‌ساله بیش از ۳۴٬۰۰۰ تن، جان خود را بر اثر خودکشی از دست می‌دهند» و این باعث می‌شود که خودکشی «سومین علت مرگ نوجوانان ۱۵ تا ۲۵ سال باشد که در این میان، نوجوانان و جوانان ال‌جی‌بی‌تی، ۴ برابر بیش‌تر به خودکشی اقدام می‌کنند.»
به دست آوردن آمار دقیق خودکشی میان جوانان ال‌جی‌بی‌تی، به این سبب که جنسیت و گرایش جنسی خودکش‌ها در بیش‌تر مواقع نامشخص باقی می‌ماند، به‌تقریب، ناممکن است. برای درک بهتر خودکشی میان جوانان ال‌جی‌بی‌تی، پژوهش‌های گوناگونی در حال انجام است.
در حین تحصیل «برپایه پژوهش‌ها و شرح وقایع آموزش عالی، به تقریب، ۲۵٪ دانش‌آموزان، دانش‌جویان و کارکنان ال‌جی‌بی‌تی مراکز آموزشی به سبب گرایش جنسیشان، مورد آذار و اذیت واقع شده‌اند.» پژوهش‌ها همچنین نشانگر آنند که وجود گروه‌های هم‌جنس‌گرای پسران در مدارس، با کاهش نرخ خودکشی آن‌ها در ارتباط است.
«دانش‌آموزان ال‌جی‌بی‌تی، ۳ برابر هم‌تایان دگرجنس‌خواهشان (۲۲٪ در برابر ۷٪) احساس عدم امنیت دارند و ۹۰٪ آن‌ها، (در برابر ۶۲٪ دگرجنس‌خواه‌ها) در طی سال گذشته مورد آذار و اذیت واقع شده‌اند.» به علاوه، «دانش‌آموزان ال‌جی‌بی‌تی، بسیار بیش از دیگر دانش‌آموزان خواهان ترک مرکز آموزشی خود، به سبب مورد آذار واقع شدن، هستند.» سوزان رنکینگ، نویسنده گزارشی در میامی، یافته که “گزارش نظام آموزش عالی به‌طور واضح نشان می‌دهد که افراد ال‌جی‌بی‌تی در محیط‌های آموزشی، احساس خوبی را تجربه نمی‌کنند."
اینترنت هم یکی از کاراهای مهم در زمینه خودکشی میان ال‌جی‌بی‌تی است. یک پژوهش میان‌کشوری یافته که نرخ خودکشی ال‌جی‌بی‌تی نسبت به دیگران بسیار متفاوت است. این پژوهش نشان داد که احتمال بروز افکار خودکشی، دوست‌یابی اینترنتی و یافتن حمایت‌های عاطفی در اینترنت توسط افراد ال‌جی‌بی‌تی بسیار بیش‌تر از دیگران است.
برپایه پژوهشی در تایوان، ۱ تن از هر ۵ تن هم‌جنس‌گرای مرد در این کشور یا ۲۰٪ کل همجس‌گراهای مرد این کشور اقدام به خودکشی کرده‌اند.

## رویکردهای روانشناسی رشد
در مدل تمایل به فشار روانی بیان می‌شود که آسیب‌پذیری‌های زیستی منحصر به هر فردی، وی را به سوی برخی بیماری‌های جسمی یا روانی نظیر سرطان، بیماری قلبی-عروقی و اختلال افسردگی اساسی، و در نتیجه خودکشی، سوق می‌دهد. میزان فشار روانی محیطی، احتمال اینکه این افراد به آن بیماری مبتلا شوند را افزایش می‌دهد. نظریه فشار روانی اقلیت بیان می‌کند که در اقلیت بودن، باعث افزایش سطح تبعیض‌های اجتماعی و در نتیجه، افزایش هرچه بیش‌تر فشار روانی و روند ابتلا به بیماری‌های روانی می‌شود. فقدان توانی ابراز احساسات، سبب ضعف در بهداشت روانی فرد می‌گردد. همچنین، نظریه استعداد افتراقی بیان می‌کند که در برخی افراد، خواه کامل و سالم و خواه ناکافی و ناسالم، رشد جسمی و روانی‌شان، به شدت به کاراهای محیطی وابسته است. این یعنی آن دسته از افراد که استعداد خوبی دارند، در محیط‌هایی که از آن‌ها حمایت شود، سلامت روانی بالاتر از حد متوسط دیگران را دارا می‌شوند و برعکس، در محیط‌های خشن و غیر پذیرنده، سلامت روانی این افراد بسیار پایین‌تر از دیگران را دارا خواهند بود. می‌توان به کمک این مدل، دلایل مشکلات روانی ال‌جی‌بی‌تی و تلاششان برای خودکشی را به خوبی تبیین کرد. برای نوجوانان، مهم‌ترین محیط‌ها عبارتند از خانواده، محله و مدرسه. بر پایه مدل استعداد افتراقی، زورگویی به نوجوانان، که به وفور در میان نوجوانان ال‌جی‌بی‌تی رخ می‌دهد، یک کارای فشار روانی مزمن است که این دسته از نوجوانان را به سمت خودکشی سوق می‌دهد. مارک هَتزِنبولِر، در پژوهشی در رابطه با نوجوانان ال‌جی‌بی‌تی آمریکایی، تأثیر محیط اجتماعی را در بخش‌های مختلف مورد بررسی قرار داد. در این پژوهش از زوج‌های همجنس و دموکرات مقیم بخش‌ها، بهره گرفته شد. این پژوهش نشان داد که هر چه محیط اجتماعی، محافظه‌کارتر باشد، میزان خودکشی میان جوانان به‌ویژه جوانان ال‌جی‌بی‌تی بیشتر است.

## همجنسگراهراسی نهادینه شده
همجنس‌گراهراسی نهادینه شده نیز ممکن است سبب شود افراد ال‌جی‌بی‌تی، خود را قبول نداشته باشند و نتوانند با جهت‌گیری جنسی خود کنار بیایند. گاهی خانواده پس از علنی شدن اینکه فرزندانشان ال‌جی‌بی‌تی هستند یا به اصطلاح برون‌آیی، آن‌ها را از خانه می‌رانند.
همجنس‌گراهراسی می‌تواند منجر به قلدری علیه ال‌جی‌بی‌تی به گونه‌های مختلف شود. قلدری جسمی می‌تواند شامل کتک زدن، مشت زدن یا هر گونه آزار جسمی دیگر باشد و قلدری روانی شامل تمسخر، شایعه‌پراکنی و آزار زبانی می‌شود. زورگیری مجازی نیز به معنی ارسال پیام‌های آزاردهنده در شبکه‌های اجتماعی نظیر فیس‌بوک، توییتر و دیگر رسانه‌های اجتماعی شود. قلدری جنسی نیز زمانی است که فرد بدون رضایتش به نحو نامناسبی لمس شود یا دیگران ژست‌ها و شکلک‌های نامناسبی را در هنگام حضورش درآورند.
قلدری ممکن است نوعی «مناسک گذار» به حساب آید اما مطالعات گوناگون اثرات منفی روحی وجسمی این کار را به خوبی نشان داده‌اند. "نوجوانان ال‌جی‌بی‌تی، دو تا سه برابر دیگران مورد قلدری واقع می‌شوند." و "به‌تقریب، همه دانش‌آموزان تراجنسیتی مورد آزار زبانی واقع شده‌اند.
این مسئله در ماه‌های سپتامبر و اکتبر سال ۲۰۱۰ بسیار داغ شد. باراک اوباما، ریاست جمهوری آمریکا، ویدئویی زیر نام «بهتر می‌شود» در وب‌سایت کاخ سفید که بخشی از پروژه بهتر می‌شود بود را به اشتراک گذاشت. همسر وی و بانوی نخست آمریکا، میشل اوباما این مسئله را به سبب الگوبرداری بچه‌ها از پدران و مادرانشان می‌داند.

## پروژه «ترور»
«پروژه ترور توسط پگی راجسکی کارگردان و تهیه‌کننده، رندی استون تهیه‌کننده و جیمز لوسنس فیلم‌نامه‌نویس که همگی در تولید فیلم کوتاه ترور، برنده جایزه آکادمی آواردز نقش داشتند، بنیان‌گذاری شد. این فیلم در رابطه با نوجوان ۱۳ ساله همجنس‌گرایی است که وقتی به سبب گرایش جنسی‌اش از سوی دوستانش پس زده می‌شود، اقدام به خودکشی می‌کند.» ترور که اکنون به عنوان یک بنیاد ناسودبر آمریکایی در زمینه پیشگیری از خودکشی ال‌جی‌بی‌تی فعالیت می‌کند، ارائه‌کننده تنها شماره تلفن فوریتی بحران برای خودکشهای ال‌جی‌بی‌تی در سراسر ایالات متحده است. این پروژه «در پی آن است تا خودکشی میان جوانان ال‌جی‌بی‌تی را از راه ارائه پشتیبانی‌های همه‌جانبه و مفید از جمله همین خط تلفن فوریتی ۲۴ ساعته یا منابع دیجیتالی دیگر کاهش داده و محیطی امن، مثبت و کارا برای همگان ایجاد کند.»

## پروژه «بهتر می‌شود»
پروژه بهتر می‌شود یک کارزار اینترنتی است که در کشور ایالات متحده آمریکا و توسط دَن سَوِج و شریکش تِری میلِر در سپتامبر ۲۰۱۰ و در واکنش به خودکشی‌های نوجوانان مرد همجنس‌خواه آغاز به کار کرد. هدف این کارزار پیشگیری از خودکشی جوانان ال‌جی‌بی‌تی است که بتوانند پیامشان را از راه رسانه‌ها به گوش دیگران برسانند. این پروژه خیلی زود رشد کرد؛ به‌طوری‌که تنها در هفته نخست فعالیتش، بیش از ۲۰۰ ویدیو توسط افراد ال‌جی‌بی‌تی بر روی اینترنت قرار گرفت و کانال یوتیوب در هفته بعد از آن، شاهد ۶۵۰ ویدیو بود. اکنون، پروژه بهتر می‌شود، وب‌سایت ویژه خود را دارد که دارای بیش از ۳۰٬۰۰۰ ورودی و بیش از ۴۰ میلیون بازدیدکننده از هر گرایش جنسی و حتی مشاهیر نز هست. این پروژه همچنین کتابی زیر نام بهتر می‌شود: نمایان‌سازی، مقابله با قلدری و خلق یک زندگی ارزشمند به تاریخ مارس ۲۰۱۱ منتشر کرد.

## بازخورد سیاست‌ها
برای مقابله با مشکلات، شماری قوانین و سیاست‌گذاری‌ها پیشنهاد شده‌است. گروهی معتقدند می‌بایست در زمانی که افکار خودکشی، جوان ال‌جی‌بی‌تی را احاطه کرده‌اند مداخله کرد. (همچون خدمات ارائه شده از راه تلفن‌های فوریتی). دیگران اما اعتقاد دارند بایستی دسترسی جوان ال‌جی‌بی‌تی به عوامل پیشگیرانه افزایش یابد. (همچون حمایت اجتماعی و شبکه‌های حمایتی دیگر).
یکی دیگر از راه‌ها، آموزش ال‌جی‌بی‌تی برای مقابله با زورگویی و مورد قلدری واقع شدن است. روانشناس آموزشگاهی، آناستازیا هانسن، اشاره می‌کند اینکه می‌شونیم آموزگاران همجنس‌گراهراسند یا نمی‌توانند در رابطه با ابراز همجنس‌گراهراسی دیگر دانش‌آموزان کاری از پیش ببرند، با احساسات منفی که افراد ال‌جی‌بی‌تی در محیط آموزشی دارند، در ارتباط است. برعکس، زمانی که محیط آموزشی، پذیرنده ال‌جی‌بی‌تی باشد، آنان احساس مثبت پیدا می‌کنند. پروژه ترور اشاره می‌کند که دانش‌آموزان ال‌جی‌بی‌تی که در مدرسه حتی یک نفر را بیابند که با آن‌ها همدردی کند و آن‌ها را درک کند، ۱/۳ دیگر افراد ال‌جی‌بی‌تی که هیچ حمایتی ندارند، در طی سال گذشته اقدام به خودکشی کرده‌اند.
یک راه دیگر این است که به مدارس بودجه‌هایی ارائه شود تا گروه‌هایی از دانش‌آموزان را تشکیل دهند که در حمایت از همتایان همجنس‌خواهشان فعالیت کنند. کزکیو و دیاز، محققان شبکه تحصیلی ال‌جی‌بی‌تی، در یک تحقیق ملی متوجه شدند که «دانش‌آموزان ال‌جی‌بی‌تی محصل در مدارسی که گروه‌های حمایتی از ال‌جی‌بی‌تی در آن‌ها فعالند، کم‌تر احتمال دارد که از مدرسه فرار کنند، احساس ناامنی کنند و احتمال احساس تعلق خاطر به مدرسه در آن‌ها بسیار بیش‌تر است.» مطالعات حاکی از آنند که انزوای اجتماعی و به حاشیه رانده شدن در مدارس همواره به دانش‌آموزان ال‌جی‌بی‌تی لطمه وارد می‌سازد و این در حالی است که گروه‌های حمایتی از ال‌جی‌بی‌تی در مدارس سبب تسریع فرایند «بهبود روانی می‌گردد.»

## مطالعه بیش‌تر
- Diamond, L (2003). "Was it a phase? Young women's relinquishment of lesbian/bisexual identities over a 5-year period". Journal of Personality and Social Psychology. 84 (2): 352–364. doi:10.1037/0022-3514.84.2.352. PMID 12585809.
- Diamond, L (2008). "Female Bisexuality From Adolescence to Adulthood: Results From a 10-Year Longitudinal Study". Developmental Psychology. 44 (1): 5–14. doi:10.1037/0012-1649.44.1.5. PMID 18194000.
- Haas, A. P.; Eliason, M.; Mays, V. M.; Mathy, R. M.; Cochran, S. D.; D'Augelli, A. R.; Silverman, M. M.;  et al. (2011). "Suicide and suicide risk in lesbian, gay, bisexual, and transgender populations: review and recommendations". Journal of Homosexuality. 58 (1): 10–51. doi:10.1080/00918369.2011.534038. PMC 3662085. PMID 21213174.
- Hatzenbuehler, M. L. (2009). "How does sexual minority stigma "get under the skin"? A psychological mediation framework". Psychological Bulletin. 135 (5): 707–730. doi:10.1037/a0016441.
- Helling, S. , Levy, D. S. , & Herbst, D. (2010, October). Tormented to Death? People Magazine, 56. New York, NY.
- Kann, L. , Olsen, E. O. , McManus, T. , Kinchen, S. , Chyen, D. , Harris, W. A. , & Wechsler, H. (2011). Sexual identity, sex of sexual contacts, and health-risk behaviors among students in grades 9--12 --- youth risk behavior surveillance, selected sites, United States, 2001–2009. * MMWR Surveillance summaries Morbidity and mortality weekly report Surveillance summaries CDC, 60(7), 1-133.
- Marshal, M. P.; Dietz, L. J.; Friedman, M. S.; Stall, R.; Smith, H. A.; McGinley, J.; Thoma, B. C.;  et al. (2011). "Suicidality and Depression Disparities Between Sexual Minority and Heterosexual Youth: A Meta-Analytic Review". The Journal of Adolescent Health. 49 (2): 115–23. doi:10.1016/j.jadohealth.2011.02.005.
- Mayock, P. ; Bryan, A. ; Carr, N. & Kitching, K. (2009) "Supporting LGBT Lives: A Study of the Mental Health and Well-Being of Lesbian, Gay, Bisexual and Transgender People" Dublin: BeLonG To Youth Services
- O'Donnell, S.; Meyer, I. H.; Schwartz, S. (2011). "Increased risk of suicide attempts among Black and Latino lesbians, gay men, and bisexuals". American Journal of Public Pealth. 101 (6): 1055–9. doi:10.2105/ajph.2010.300032.
- Russell, S. T.; Clarke, T. J.; Clary, J. (2009). "Are Teens "'Post-Gay'"? Contemporary Adolescents' Sexual Identity Labels". Journal of Youth and Adolescence. 38: 884–90. doi:10.1007/s10964-008-9388-2.
- Savin-Williams, R. (2005). The New Gay Teenager. Cambridge, Massachusetts: Harvard University Press.
- Savin-Williams, R. C. (2008). "Then and Now: Recruitment, Definition, Diversity, and Positive Attributes of Same-Sex Populations". Developmental Psychology. 44 (1): 135–138. doi:10.1037/0012-1649.44.1.135.
- Savin-Williams, R. C.; Ream, G. L. (2003). "Suicide attempts among sexual-minority male youth". Journal of Clinical Child and Adolescent Psychology. 32 (4): 509–522. doi:10.1207/s15374424jccp3204_3.
- Savin-Williams, R. C.; Ream, G. L. (2007). "Prevalence and stability of sexual orientation components during adolescence and young adulthood". Archives of Sexual Behavior. 36 (3): 385–94. doi:10.1007/s10508-006-9088-5.
- Savin-williams, R. C. (2006). "Who' s Gay ? Does It Matter ?". Current Directions in Psychological Science. 15 (1): 40–45. doi:10.1111/j.0963-7214.2006.00403.x.
- Savin-williams, R. C. , Cohen, K. M. , & Youth, G. (2005). Development of Same-Sex Attracted Youth. Development, 1979(2004).
- Schwartz, S.; Meyer, I. H. (1982). "Mental health disparities research: the impact of within and between group analyses on tests of social stress hypotheses". Social science & medicine. 70 (8): 1111–8. doi:10.1016/j.socscimed.2009.11.032.
- Selby, E. A.; Anestis, M. D.; Bender, T. W.; Ribeiro, J. D.; Nock, M. K.; Rudd, M. D.; Bryan, C. J.;  et al. (2010). "Clinical Psychology Review Overcoming the fear of lethal injury: Evaluating suicidal behavior in the military through the lens of the Interpersonal – Psychological Theory of Suicide". Clinical Psychology Review. 30 (3): 298–307. doi:10.1016/j.cpr.2009.12.004.
- Orden, Van; Witte, T. K.; Cukrowicz, K. C.; Braithwaite, S. R.; Selby; Joiner, T. E. (2010). "The interpersonal theory of suicide". Psychological Review. 117 (2): 575–600. doi:10.1037/a0018697.
- Young, R. M.; Meyer, I. H. (2005). "The trouble with "MSM" and "WSW": erasure of the sexual-minority person in public health discourse". American Journal of Public Health. 95 (7): 1144–9. doi:10.2105/ajph.2004.046714.